# Musée des navires vikings d'Oslo
Le Musée des navires vikings (en norvégien Vikingskipshuset - La maison des navires viking) se trouve à Bygdøy, une péninsule à l'ouest de la ville d'Oslo en Norvège. Il fait partie du musée d'histoire culturelle d'Oslo, association de musées sous la direction de l'université d'Oslo, et abrite essentiellement les bateaux vikings trouvés à Tune, Gokstad, et Oseberg.
On peut y voir diverses autres pièces, dont un chariot viking et des découvertes faites au cimetière de Borre. Dans la même zone, sur la péninsule de Bygdøy, il est également possible de visiter le musée du Kon-Tiki, le musée folklorique norvégien, le musée du Fram et le musée de la marine.

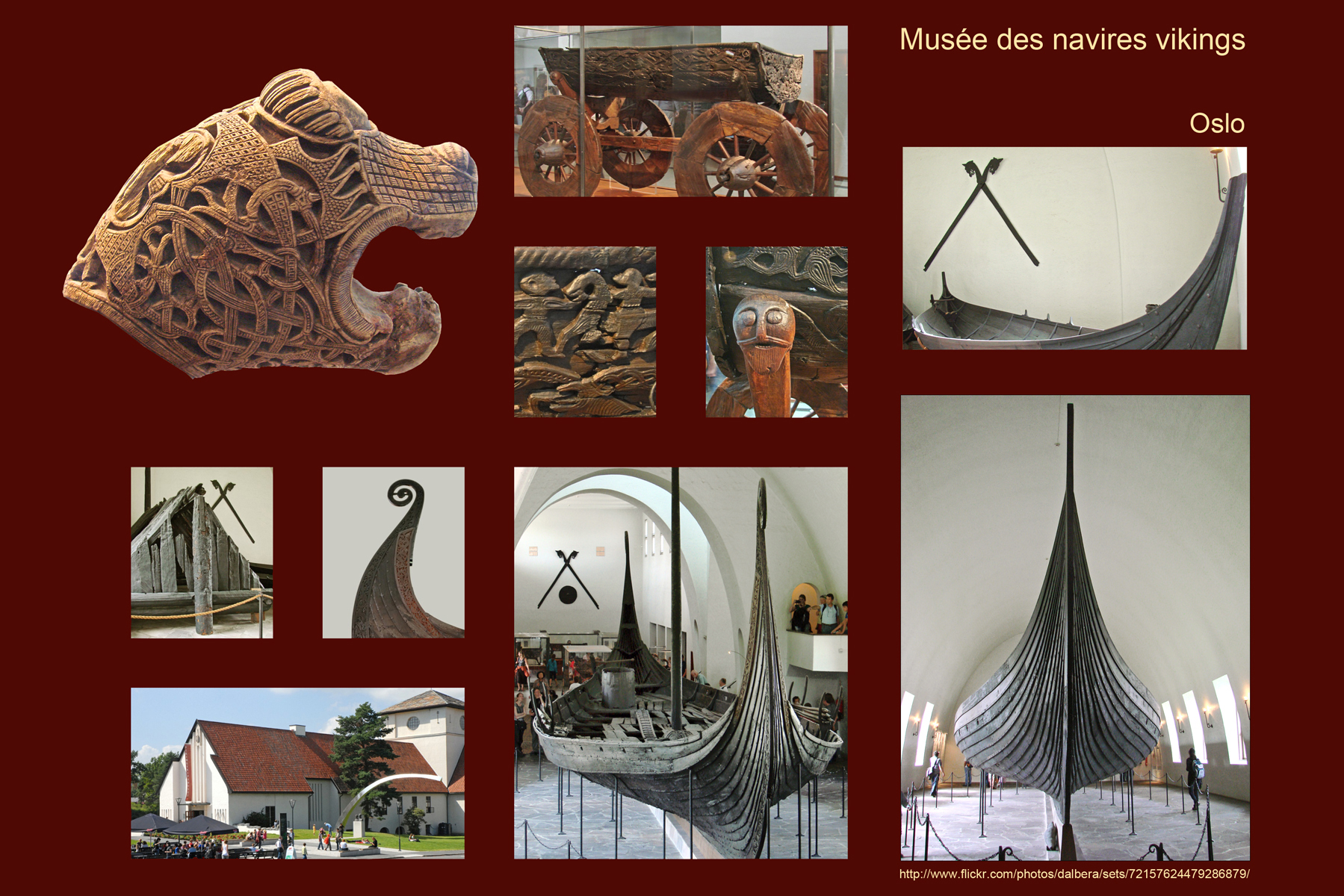

## Attractions
Le musée est célèbre pour le bateau viking d'Oseberg mis à jour en totalité dans le plus grand bateau-tombe du monde. On peut également y voir le bateau de Gokstad et le bateau de Tune. De plus, la collection de l'ère viking rassemble divers objets tel que des traîneaux, des lits, des charrettes, des sculptures sur bois, des seaux, des éléments de tentes et autre mobilier funéraire ,.

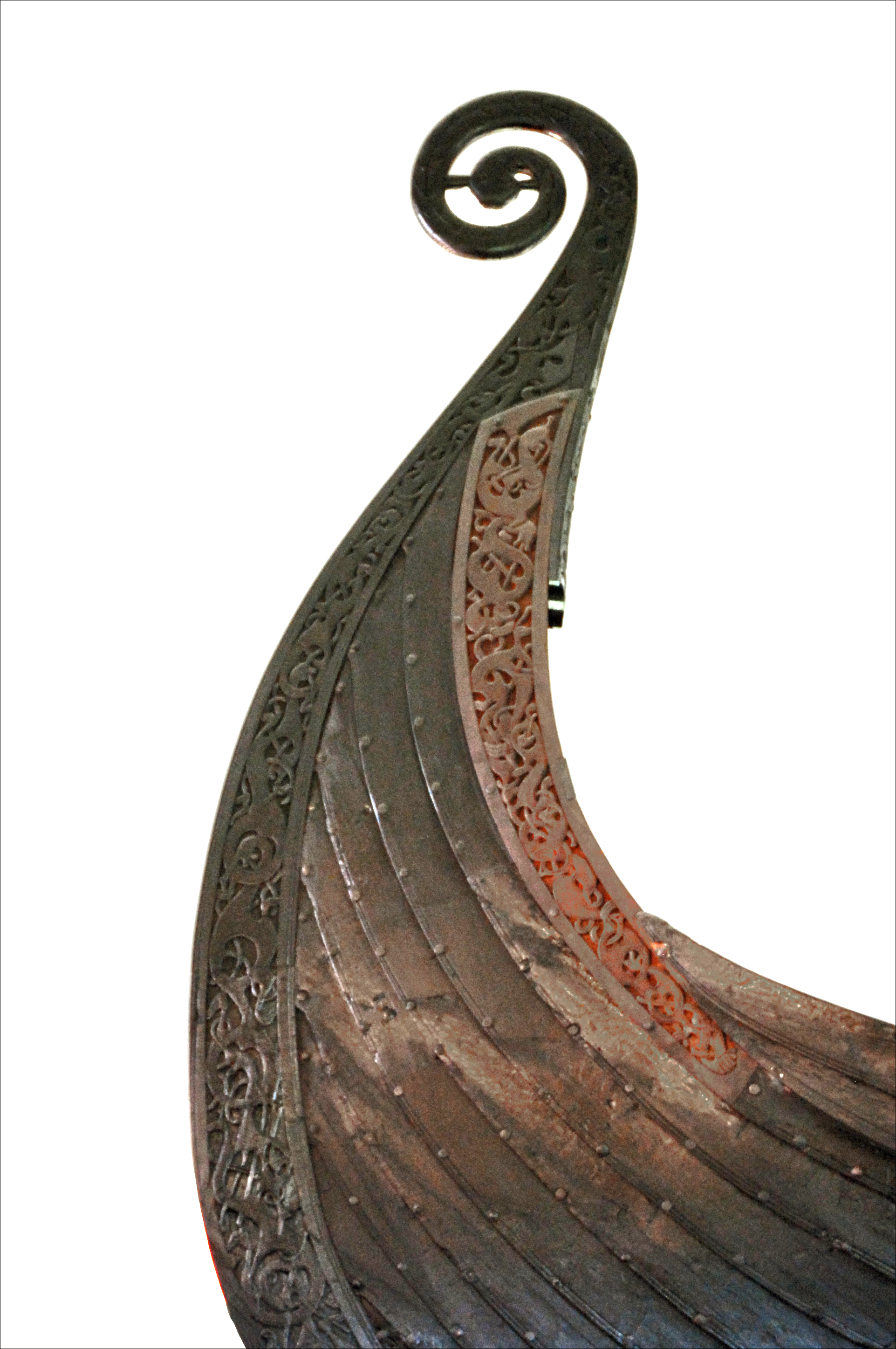

## Historique
Un bâtiment séparé pour les découvertes de l'époque viking faites à la fin du XIXe siècle et au début du XXe fut tout d'abord proposé par le professeur suédois Gabriel Gustafson en 1913. À cette époque, les navires de Gokstad et Oseberg étaient conservés depuis quelques années dans des abris provisoires à l'Université d'Oslo. Un concours d'architecture fut lancé et fut remporté par Arnstein Arneberg. La salle pour le navire d'Oseberg fut construite avec l'aide d'un financement du Stortinget, et le navire y fut déplacé en 1926.
Les salles des navires de Gokstad et Tune furent terminées en 1932, mais la dernière partie du bâtiment contenant d'autres découvertes d'Oseberg, reportée à la suite de la Seconde Guerre mondiale, ne fut achevée qu'en 1957. Cette aile du bâtiment abrite la majeure partie des autres découvertes provenant d'Oseberg . 

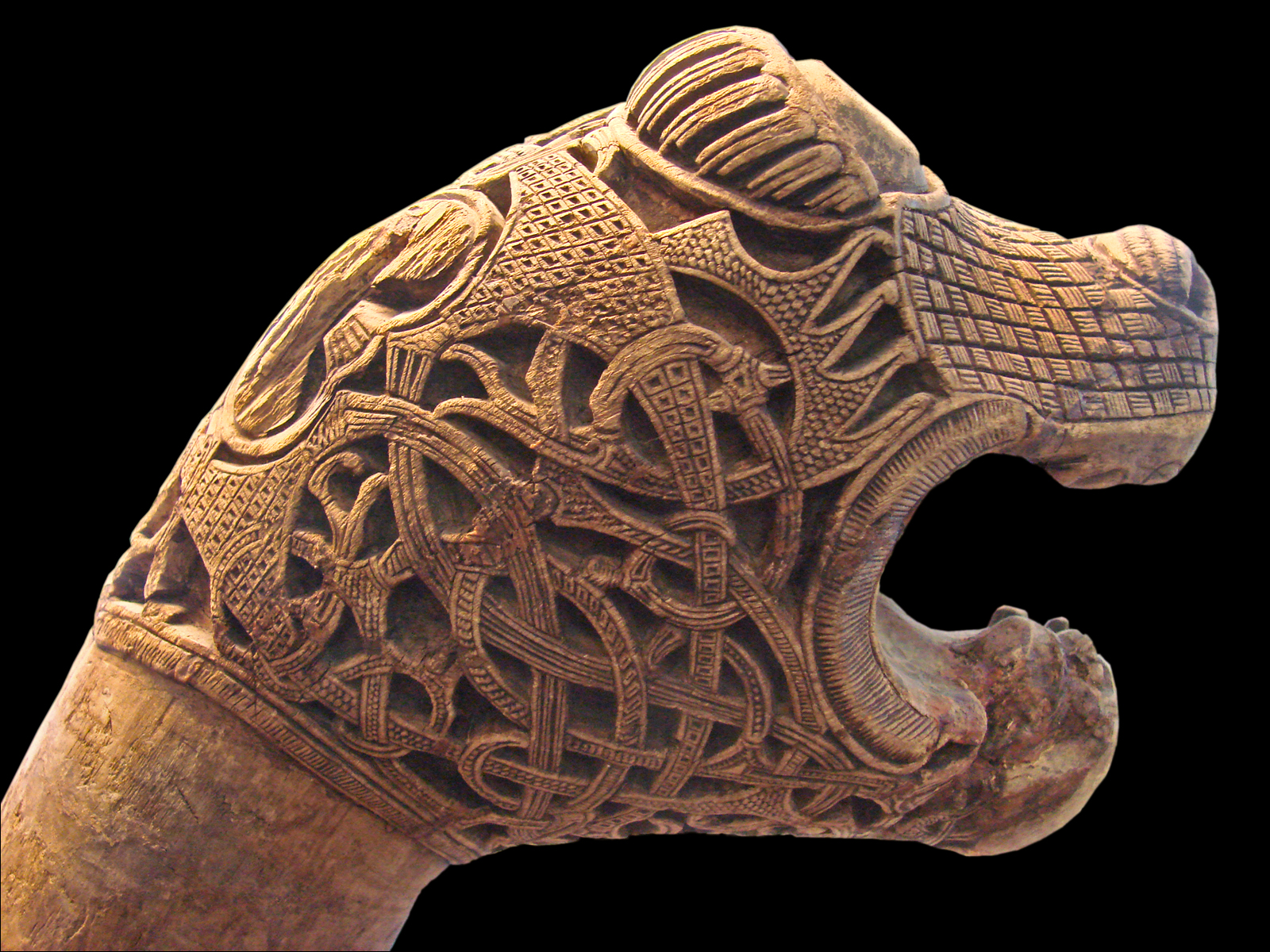
Poteau à tête animale - tombe viking d'Oseberg

## Extension du musée
En date du 20 décembre 2000, l'université d'Oslo finança la proposition du Musée historique de déplacer les bateaux ainsi que le mobilier funéraire vers un nouveau musée dans le quartier de Bjørvika, Oslo. Cette suggestion fut ardemment débattue, au sein même du musée ainsi que dans la communauté archéologique et les médias. Les opposants au déménagement du musée s'inquiétaient de la fragilité des navires et craignaient qu'ils ne sortiraient pas indemnes d'une telle aventure. Les sympathisants clamaient, au contraire, qu'un déplacement était envisageable sans qu'aucun dommage ne soit causé à la collection de découvertes .
En 2015, le Ministère lança un concours pour réaliser une extension des infrastructures existantes à Bygdøy. La compétition fut remportée le 12 avril 2016 par la société danoise Aart Architects, basée à Aarhus, Danemark, avec leur projet intitulé « NAUST » .